# Zaszków (województwo dolnośląskie)
Zaszków (niem. Zeiskekrug Gastätte) – osada w woj. dolnośląskim, w pow. głogowskim, w gminie Kotla.
W latach 1975–1998 miejscowość należała administracyjnie do województwa legnickiego.